# 濱海比爾琴頓
濱海比爾琴頓（Birchington-on-Sea）是英格蘭肯特郡東北部的一個城鎮，人口約有10,000人。濱海比爾琴頓首次見於記載是在1240年。